# گروه ساس

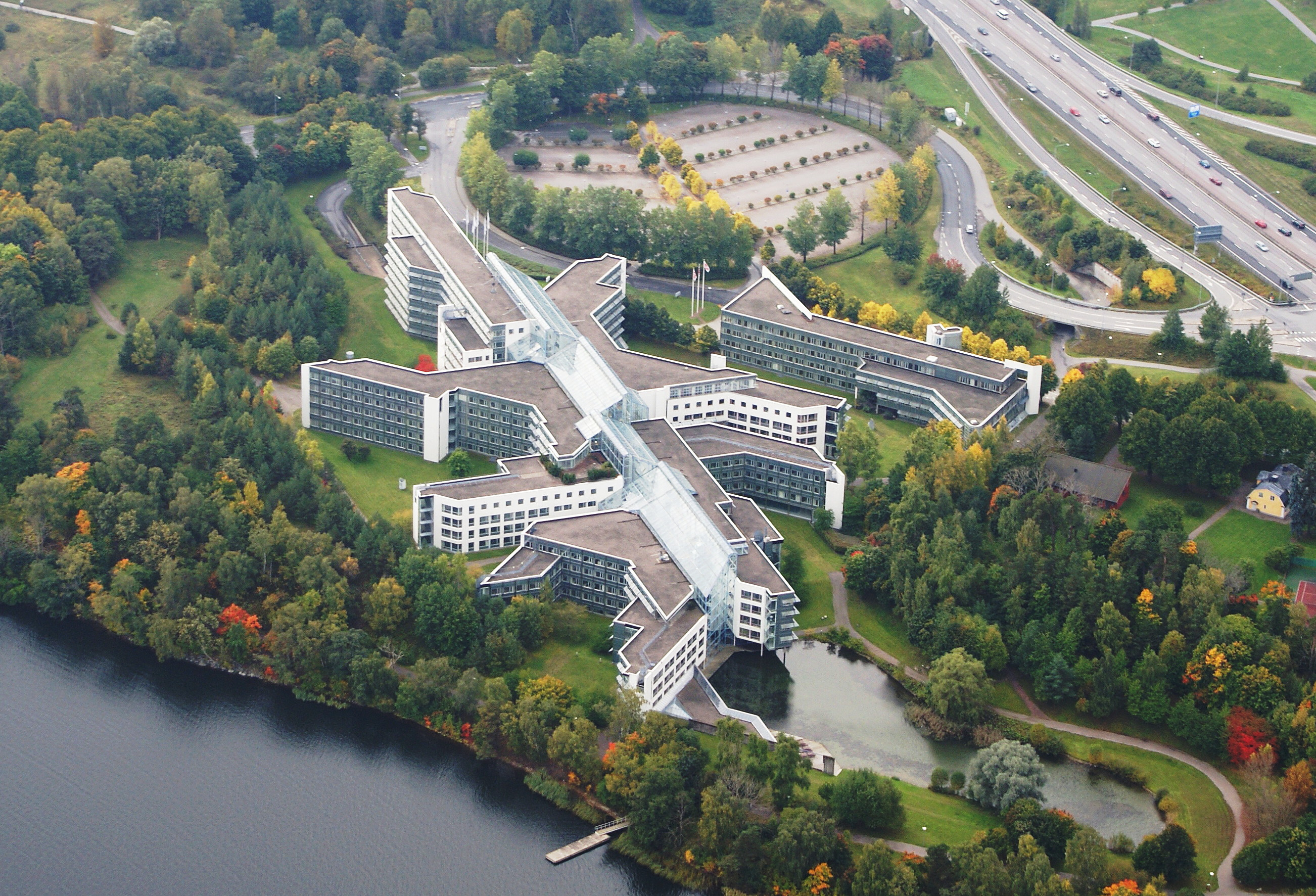
ساختمان مرکزی ساس گروپ

گروه ساس (به انگلیسی: SAS Group) شرکت هلدینگ هوانوردی است، که مالک شرکت‌های هواپیمایی اسکاندیناوی، بلو۱، ویدیرئه و اسپن ایر می‌باشد، همچنین از سهام‌داران اصلی خطوط هواپیمایی ایر گرین‌لند و استونین ایر به‌شمار می‌آید.
گروه ساس در سال ۱۹۴۶ با ادغام سه شرکت هواپیمایی حامل پرچم بنام‌های اروترانسپورت، دت دانسکه و دت نورسکه راه‌اندازی شد و در حال حاضر مالکیت این گروه متعلق به دولت سوئد (۲۱٫۴٪)، دولت دانمارک (۱۴٫۳٪)، دولت نروژ (۱۴٫۳٪) و بنیاد فاب (۷٫۶٪) (متعلق به خانواده والنبرگ) می‌باشد.
دفتر مرکزی این شرکت در فرودگاه استکهلم-آرلاندا، سوئد قرار دارد و سهام آن در بازارهای بورس اوراق بهادار اسلو، بورس اوراق بهادار کپنهاگ و بورس اوراق بهادار استکهلم معامله می‌شود.